# Cranbrook (Engeland)
Cranbrook is een civil parish in het bestuurlijke gebied Tunbridge Wells, in het Engelse graafschap Kent. Cranbrook is beroemd door de molen Union Mill, de grootste achtkante stellingmolen in Verenigd Koninkrijk.

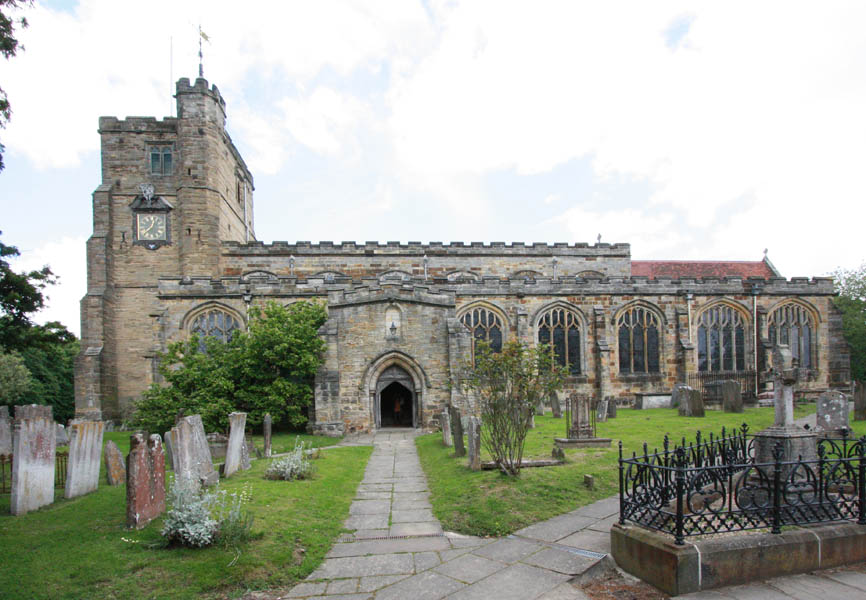
St. Dunstankerk

## Bekende inwoners
- William Addison (1883-1962)
- Harry Hill (1964-)
- William Huntington (1745-1813)
- Chris Langham (1949-)
- Robert Tooth, (1821-1893)
- Arthur Tooth (1839-1931)